# Podstoli wielki litewski
Podstoli wielki litewski (łac. subdapifer Magni Ducatus Lithuaniae) – honorowy urząd dworski Wielkiego Księstwa Litewskiego I Rzeczypospolitej.